# Apicia phibalaria
Apicia phibalaria är en fjärilsart som beskrevs av Pieter Cornelius Tobias Snellen 1874. Apicia phibalaria ingår i släktet Apicia och familjen mätare. Inga underarter finns listade i Catalogue of Life.